# Selmeci Társaság
×
A soproni Erdészeti és Faipari Egyetem, ma Nyugat-magyarországi Egyetem hallgatói által alapított hagyományőrző, érdekképviseleti diákszervezet. 1989. október 4-én alapította 7 egyetemi hallgató abból a célból, hogy a rendszerváltás után az egykori Ifjúsági Kör nyomában haladva összefogja a hallgatóságot a Selmeci diákhagyományok szellemében a diákság érdekeit évtizedekig elnyomó KISZ, illetve ekkori utódszervezete, a DEMISZ ellenében.

## Az alapítás
Az alapításkor a rendszerváltás körüli bizonytalanság jellemezte a hallgatóságot. Hamar felmerült a Selmecbányán alapított, az akkori egyetemi ifjúságot összefogó Ifjúsági Kör megalapításának gondolata, azonban az alapítók hosszas vita után egy olyan átmeneti diákszervezet létrehozását határozták el, amely szándékuk szerint elnyerheti az egyetemi hallgatók többségének támogatását és azután Ifjúsági Körré alakulva átveheti azok képviseletét az Alma Mater falai között és azon kívül is. Az alapítók: 
- Jánoska Ferenc alias Beátles IV. évf. erdőmérnök-hallgató
- Dudás Béla alias Szekretár IV. évf. erdőmérnök-hallgató
- Balogh Gábor alias Nagyhús IV. évf. faipari mérnök-hallgató
- Pellinger Attila alias Pelikán IV. évf. erdőmérnök-hallgató
- Frank Tamás alias Varangy IV. évf. erdőmérnök-hallgató
- Szabó Péter alias Vásott III. évf. erdőmérnök-hallgató
- Wachter Zoltán alias Agysejt V. évf. faipari mérnök-hallgató

A Selmeci Társaság első vezetősége: elnök - Pellinger Attila, alelnökök: Balogh Gábor és Jánoska Ferenc lettek.

## A Selmeci Társaság tevékenysége
Az eredeti célkitűzések megvalósítását meghiúsította, hogy csak félszáz hallgató csatlakozott az új kezdeményezéshez (a hallgatóság tíz százaléka) akkoriban mégis számtalan pozitív kezdeményezés fűződött a nevükhöz. Tevékenysége egy olyan diákélet kialakítására és támogatására irányult, mely a kor követelményeinek és a hagyományoknak egyaránt megfelel. A Hallgatói Önkormányzatok létrejötte előtt nem csak a selmeci hagyományrendszer szervezett fenntartását kívánták segíteni, hanem hallgatói érdekképviseletet is ellátták. Ez utóbbiról, a HÖK létrejöttével, az új hallgatói szervezet javára lemondott. Így a már említett szerepkörökből csak az első maradt meg, aminek a mai napig is igyekszik minden tekintetben eleget tenni.
A társaság kiemelt jelentőségű feladatának tartja a selmecbányai Akadémiáról örökölt diákhagyományok csorbítatlan fenntartását, illetve az Akadémia és a magyarság történetében bekövetkezett derűs és tragikus pillanatokról történő megemlékezést. Ennek jegyében minden évben megemlékezést tartanak az aradi vértanúk hősi halálának alkalmából, március 15-én illetve december 14-én, a Hűség Napján. Ez utóbbi két alkalomnak szakest keretében adják meg az illő tiszteletet.
A Selmeci Társaság fontosnak tartja, hogy életben tartsák az Akadémia elhunyt bányász-erdész-kohász professzorainak és egykori hallgatóinak emlékét, ezért halottak napján végiglátogatják sírjaikat és elhelyezik az emlékezés koszorúit.

## Külső hivatkozás
- Az alapító szándéknyilatkozat (1989. október 4.)
- A Selmeci Társaság korábbi honlapja
- A Selmeci Társaság FaceBook csoportja